# عيد خميس
عيد خميس عيد النعيمي (مواليد 20 مايو 1999) لاعب كرة قدم إماراتي يجيد اللعب كلاعب وسط مع نادي شباب الأهلي في دوري الخليج العربي الإماراتي . 

## روابط خارجية
- عيد خميس على موقع Soccerway.com (الإنجليزية)

عيد خميس